# Volta a Espanya de 1945
La Volta a Espanya de 1945 fou la 5a edició de la Volta a Espanya i es disputà entre el 10 i el 31 de maig de 1945, amb un recorregut de 3.803 km dividits en 18 etapes, una d'elles amb dos sectors, una contrarellotge individual i inici i final a Madrid.
L'organització de la cursa passà a mans del diari Ya, que substituí el fins aleshores organitzador, el diari Informaciones. Van prendre la sortida 52 corredors, 44 d'ells espanyols i els altres 8 portuguesos, aconseguint acabar tan sols 26 ciclistes. El vencedor final fou l'espanyol Delio Rodríguez, que va recórrer la distància la cursa a una velocitat mitjana de 28,018 km/h.
El líder de la classificació general passà a distingir-se entre el gran grup mitjançant un mallot vermell, en substitució del mallot taronja emprat en l'edició anterior.
Sols dues etapes no foren guanyades per un ciclista espanyol. Delio Rodríguez, amb sis victòries, fou el ciclista que més triomfs aconseguí, cosa que li va valer per guanyar la nova classificació per punts, patrocinada per la casa Pirelli. Julián Berrendero repetí al capdavant de la classificació de la muntanya.

## Etapes
| Etapa | Dia        | Recorregut                | Km       | Guanyador               | Líder                   |
| ----- | ---------- | ------------------------- | -------- | ----------------------- | ----------------------- |
| 1a    | 10 de maig | Madrid - Salamanca        | 212      | Julián Berrendero (ESP) | Julián Berrendero (ESP) |
| 2a    | 11 de maig | Salamanca - Càceres       | 214      | Delio Rodríguez (ESP)   | Delio Rodríguez (ESP)   |
| 3a    | 12 de maig | Càceres - Badajoz         | 132      | Miquel Gual (ESP)       | Delio Rodríguez (ESP)   |
| 4a A  | 13 de maig | Badajoz - Almendralejo    | 57 (CRI) | Joan Gimeno (ESP)       | Delio Rodríguez (ESP)   |
| 4a B  | 13 de maig | Almendralejo - Sevilla    | 171      | Vicente Miró (ESP)      | Delio Rodríguez (ESP)   |
| 5a    | 15 de maig | Sevilla - Granada         | 251      | Antonio Montes (ESP)    | Delio Rodríguez (ESP)   |
| 6a    | 16 de maig | Granada - Múrcia          | 285      | Joaquín Olmos (ESP)     | Delio Rodríguez (ESP)   |
| 7a    | 17 de maig | Múrcia - València         | 244      | Delio Rodríguez (ESP)   | Delio Rodríguez (ESP)   |
| 8a    | 19 de maig | València - Tortosa        | 188      | Delio Rodríguez (ESP)   | Delio Rodríguez (ESP)   |
| 9a    | 20 de maig | Tortosa - Barcelona       | 288      | Miquel Gual (ESP)       | Delio Rodríguez (ESP)   |
| 10a   | 21 de maig | Barcelona - Saragossa     | 306      | Miquel Gual (ESP)       | Delio Rodríguez (ESP)   |
| 11a   | 22 de maig | Saragossa - Sant Sebastià | 276      | José Gutiérrez (ESP)    | Delio Rodríguez (ESP)   |
| 12a   | 24 de maig | Sant Sebastià - Bilbao    | 207      | João Rebelo (POR)       | Delio Rodríguez (ESP)   |
| 13a   | 25 de maig | Bilbao - Santander        | 188      | Delio Rodríguez (ESP)   | Delio Rodríguez (ESP)   |
| 14a   | 26 de maig | Santander - Reinosa       | 110      | João Rebelo (POR)       | Delio Rodríguez (ESP)   |
| 15a   | 27 de maig | Reinosa - Gijón           | 200      | Delio Rodríguez (ESP)   | Delio Rodríguez (ESP)   |
| 16a   | 29 de maig | Gijón - Lleó              | 172      | Julián Berrendero (ESP) | Delio Rodríguez (ESP)   |
| 17a   | 30 de maig | Lleó - Valladolid         | 132      | Joaquim Olmos (ESP)     | Delio Rodríguez (ESP)   |
| 18a   | 31 de maig | Valladolid - Madrid       | 185      | Joaquim Olmos (ESP)     | Delio Rodríguez (ESP)   |

## Classificacions finals

### Classificació general
| Classificació General              | Classificació General          | Classificació General | Classificació General |
| Pos.                               | Ciclista                       | Equip                 | Temps                 |
| ---------------------------------- | ------------------------------ | --------------------- | --------------------- |
| 1                                  | Delio Rodríguez Barros (ESP)   |                       | 135h 43' 55"          |
| 2                                  | Julián Berrendero Martín (ESP) |                       | + 30' 08"             |
| 3                                  | Joan Gimeno (ESP)              |                       | + 37' 18"             |
| 4                                  | Miquel Gual (ESP)              |                       | + 49' 53"             |
| 5                                  | Antonio Martín Eguia (ESP)     |                       | + 1h 09' 01"          |
| 6                                  | João Rebelo (POR)              |                       | + 1h 09' 09"          |
| 7                                  | Diego Cháfer (ESP)             |                       | + 1h 12' 41"          |
| 8                                  | Bernat Capó (ESP)              |                       | + 1h 17' 20"          |
| 9                                  | Alejandro Fombellida (ESP)     |                       | + 1h 18' 18"          |
| 10                                 | Pere Font (ESP)                |                       | + 1h 20' 21"          |
| 52 corredors, 26 acabaren la cursa |                                |                       |                       |

|   | Ciclista                | Equip | Punts |
| - | ----------------------- | ----- | ----- |
| 1 | Delio Rodríguez (ESP)   |       | 2347  |
| 2 | João Rebelo (POR)       |       | 2021  |
| 3 | Julián Berrendero (ESP) |       | 1967  |

|   | Ciclista                | Equip | Punts |
| - | ----------------------- | ----- | ----- |
| 1 | Julián Berrendero (ESP) |       | 45    |
| 2 | João Rebelo (POR)       |       | 44    |
| 3 | Pere Font (ESP)         |       | 28    |